# Friede von Frankfurt

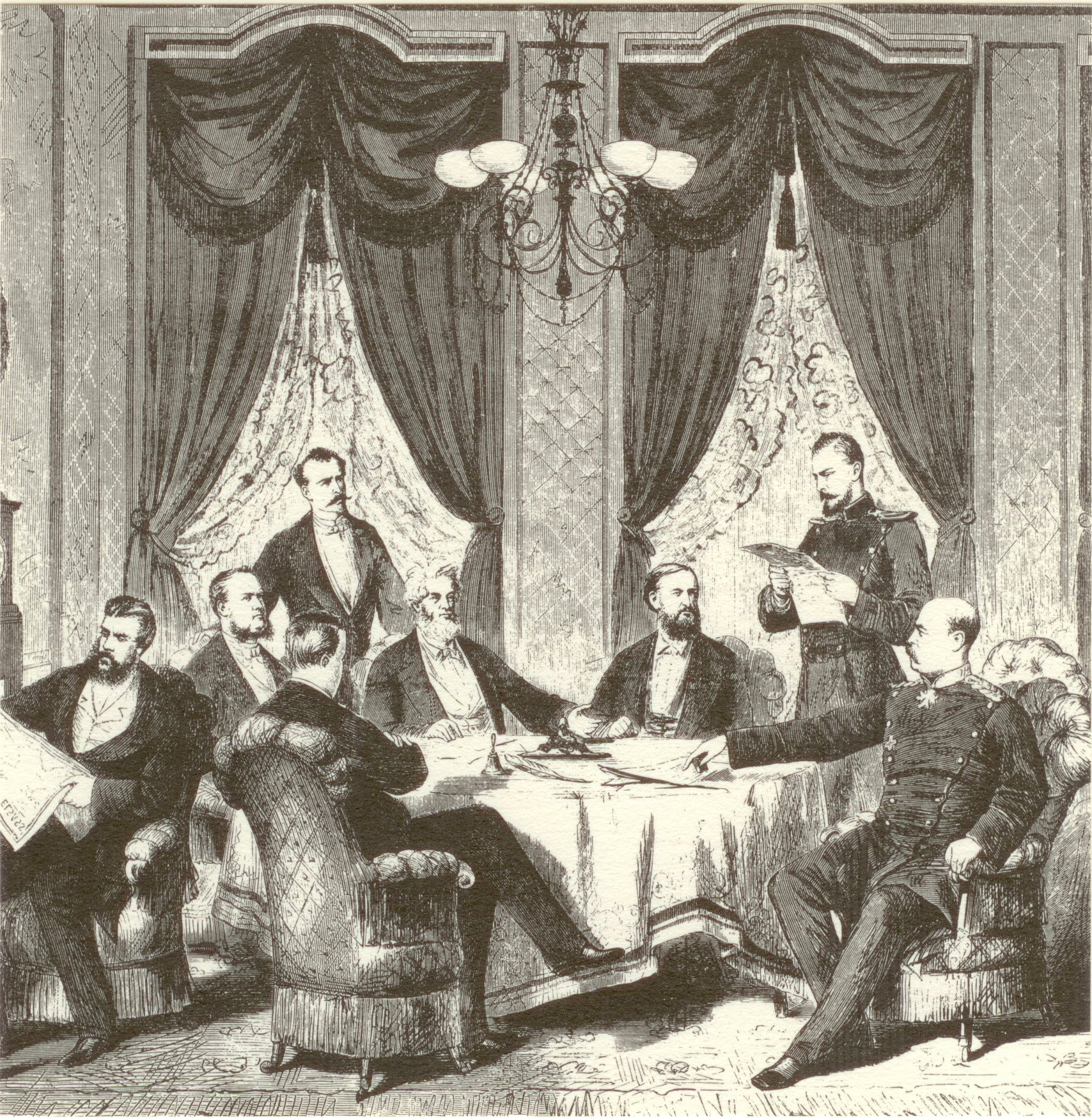
Friedensverhandlungen im Hotel zum Schwan. Zeitgenössischer Holzschnitt

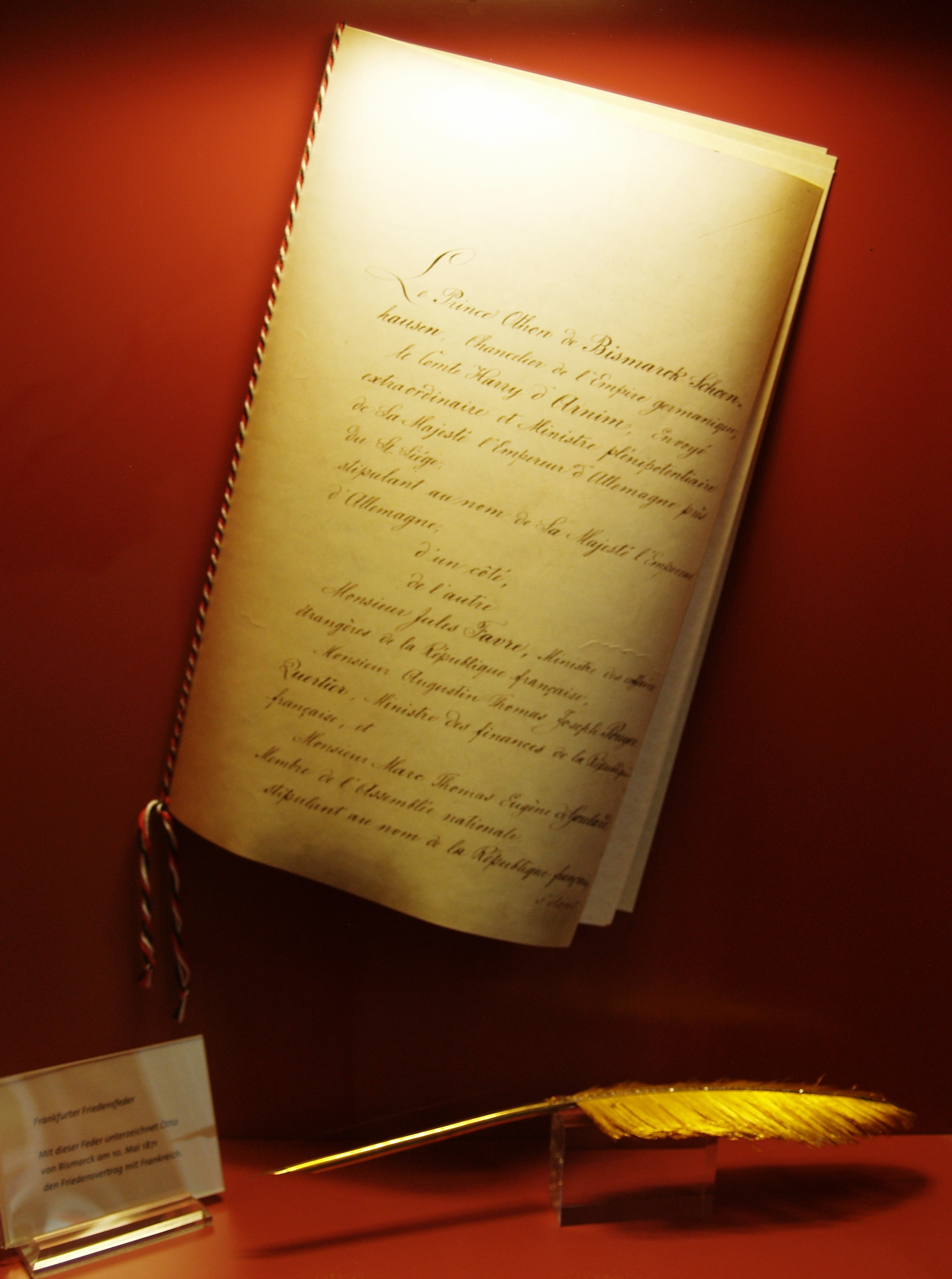
Mit einer goldenen Feder unterzeichnet: der Friede von Frankfurt

Grenzverlauf und Abtretungsgebiet

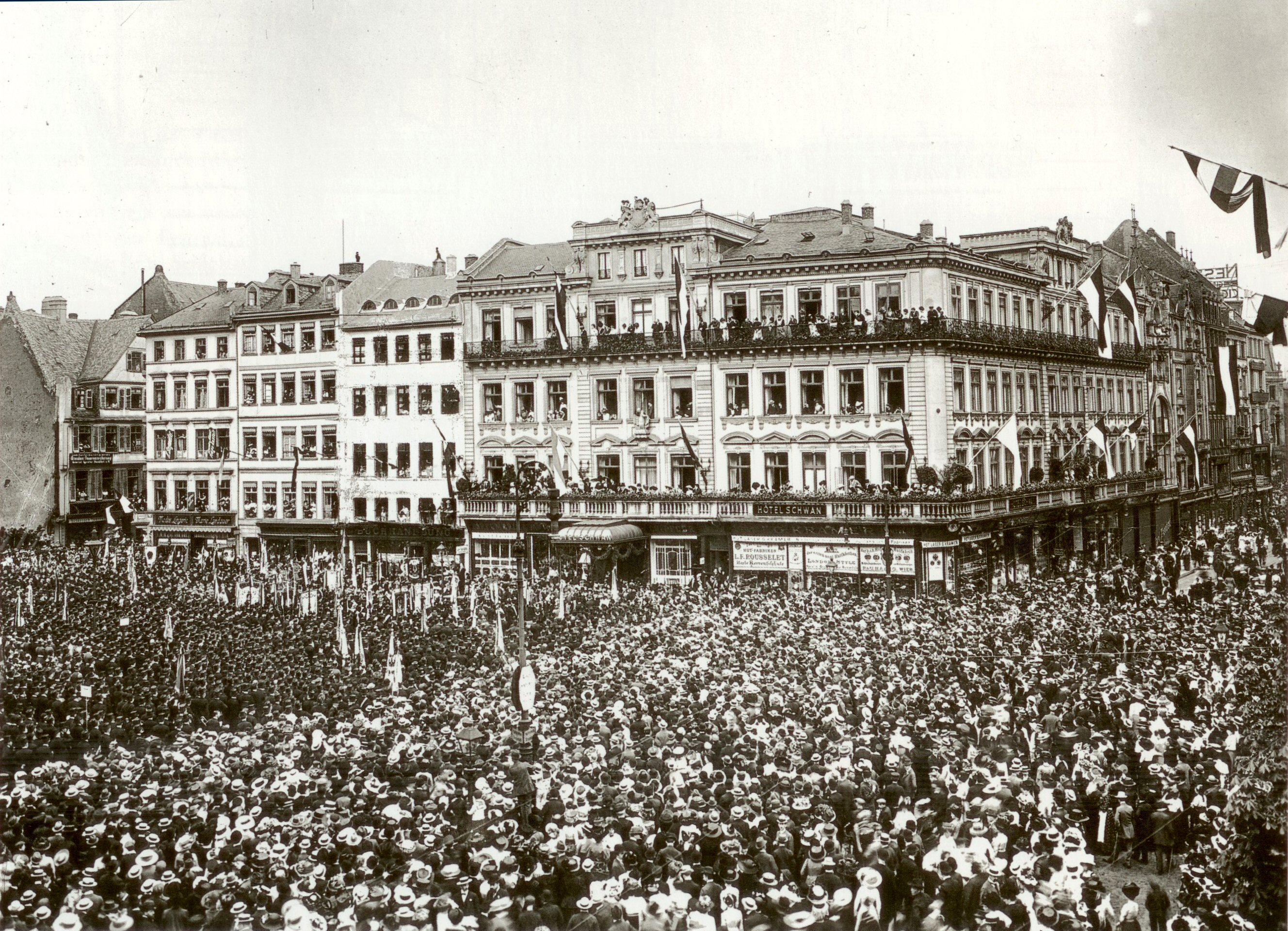
Hotel zum Schwan, Ort des Friedensschlusses, am Sedantag 1895

Der Friede von Frankfurt wurde am 10. Mai 1871 in Frankfurt am Main zwischen der Französischen Republik und dem Deutschen Reich geschlossen und beendete formell den Deutsch-Französischen Krieg von 1870/71. Der Friedensvertrag, der am 16. und 18. Mai ratifiziert wurde, bestätigte und ergänzte den am 26. Februar in Versailles unterzeichneten Vorfrieden von Versailles.

## Inhalt
Der Frankfurter Friede umfasst 18 Artikel und drei Zusatzartikel (siehe Weblinks). Zu ihm gehört auch ein auf den 15. Mai 1871 datiertes Protokoll, das den Beitritt Badens, Bayerns und Württembergs zu dem Vertragswerk festhält. Die süddeutschen Staaten waren aufgrund von 1866 geschlossenen Militärbündnissen mit dem von Preußen dominierten Norddeutschen Bund in den Krieg eingetreten und hatten sich in dessen Verlauf mit dem Norddeutschen Bund zum neu gegründeten Deutschen Reich zusammengeschlossen.
Der Definitivvertrag nahm vor allem Berichtigungen der im Vorfrieden von Versailles festgelegten Demarkationslinie vor (Artikel 1, Zusatzartikel 3).
Artikel 2 räumte den Einwohnern der abgetretenen Gebiete ein Optionsrecht ein, deutsche Staatsbürger zu werden oder ihren Wohnsitz bis zum 1. Oktober 1872 nach Frankreich zu verlegen.
Artikel 7 umfasste die Modalitäten der bereits im Vorfrieden festgehaltenen Verpflichtung Frankreichs zur Zahlung einer Reparation. Deren Höhe war auf fünf Milliarden Goldfrancs (1450 Tonnen Feingold) festgesetzt, zahlbar innerhalb von drei Jahren. Die deutsche Regierung legte dafür einen Wechselkurs von 1 Preußischen Taler zu 3,75 Goldfrancs fest. Bis die Zahlung von umgerechnet 1,333 Milliarden Taler gewährleistet war, sollten die Départements Oise, Seine-et-Oise, Seine-et-Marne und Seine sowie die Befestigungen von Paris von deutschen Truppen besetzt bleiben.
Die übrigen Artikel und die Zusatzartikel 1 bis 2 enthalten Bestimmungen unter anderem zu Kriegsgefangenen, Handelsverträgen und den Eisenbahnen in den Abtretungsgebieten.

## Folgen
Der Friedensschluss bestätigte den Verzicht Frankreichs auf die überwiegend deutschsprachigen größeren Gebiete des Elsass und Lothringens. Sie wurden kurz darauf als Reichsland Elsaß-Lothringen Teil des während des Krieges gegründeten Deutschen Reiches. Das damals zum ansonsten abgetretenen Département Haut-Rhin gehörende überwiegend französischsprachige Belfort verblieb mit seiner Umgebung als Territoire de Belfort bei Frankreich. Die abgetretenen Gebiete wurden per Artikel 3 des im Juni 1871 erlassenen „Gesetzes, betreffend die Vereinigung von Elsaß und Lothringen mit dem Deutschen Reiche“ der Staatsgewalt des Kaisers unterstellt (die Bezeichnung „Reichsland Elsaß-Lothringen“ findet sich in diesem Gesetz jedoch nicht).
Eine Reihe von Orten im Elsass und in Lothringen wurden an Frankreich zurückgegeben. Bis zur Begleichung der Reparationen blieben Gebiete im Osten Frankreichs unter deutscher Besatzung. Zwanzig Orte von Französisch-Lothringen kamen durch Gebietsaustausch an Deutschland. Frankreich gelang es, die Reparationen schneller als geplant zu entrichten. Ein Teil der Barzahlungen wurde als Reichskriegsschatz im „Juliusturm“ der Zitadelle Spandau gelagert. Nach der Zahlung der letzten Rate verließen am 16. September 1873 die letzten deutschen Truppen französisches Territorium.
Die Wiedervereinigung Elsaß-Lothringens mit Deutschland und die hohe Reparationssumme belasteten das deutsch-französische Verhältnis schwer. Die Rückgewinnung (Revanche) der abgetretenen Gebiete stellte bis zum Ersten Weltkrieg ein Leitmotiv der französischen Politik dar. Manche Teile der französischen wie der deutschen Oberschicht und auch der übrigen Bevölkerungskreise betrachteten sich gegenseitig als „Erzfeinde“ und betonten die deutsch-französische Erbfeindschaft.

## Folgevereinbarung
Der Bahnhof Igney-Avricourt an der Bahnstrecke Paris–Straßburg lag aufgrund des Friedensvertrages zunächst in Deutschland. Die dort abzweigende Bahnstrecke Igney-Avricourt–Cirey wurde dadurch zu einem vom übrigen französischen Netz abgeschnittenen Inselbetrieb. Der Verkehr der lokalen Wirtschaft war dadurch bedroht. Deutschland und Frankreich einigten sich daraufhin in einem Zusatzabkommen am 12. Oktober 1871 in Berlin auf eine revidierte Grenzziehung in dem betroffenen Bereich: Frankreich durfte die Ortschaft Igney, einen Teil der Gemarkung von Avricourt, den Bahnhof Igney-Avricourt und die komplette Bahnstrecke Igney-Avricourt–Cirey behalten. Es trug dafür im Gegenzug die Kosten für den von den Reichseisenbahnen in Elsaß-Lothringen (EL) neu zu errichtenden deutschen Grenzbahnhof, wenige hundert Meter östlich des bestehenden Bahnhofs Igney-Avricourt, der die Bezeichnung Deutsch-Avricourt erhielt. Die nordöstliche Kante des Bahndamms der Strecke zwischen der Bahnhofsausfahrt von Igney-Avricourt und dem Haltepunkt Foulcrey bildete hier nun die neue deutsch-französische Grenze.

## Sonstiges

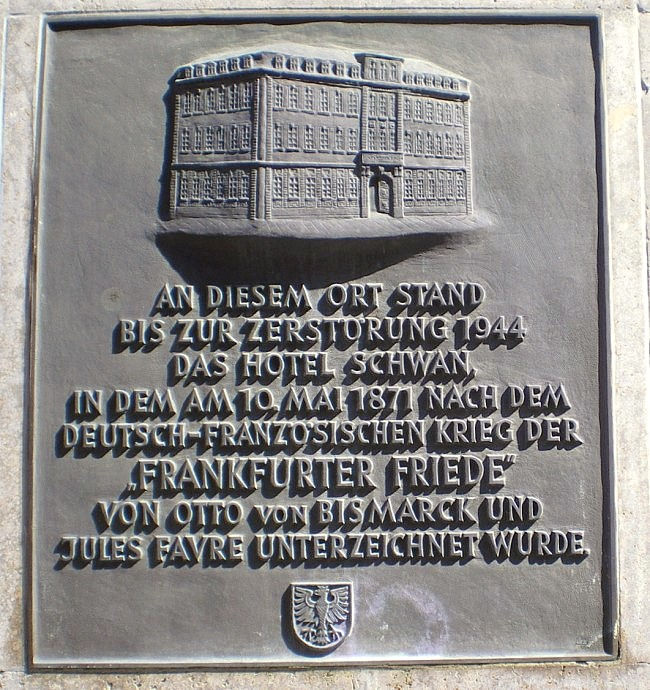
Gedenktafel „Frankfurter Friede“ Hotel Zum Schwan, Frankfurt a. M.

Ort der Unterzeichnung war das Hotel zum Schwan im Steinweg, an dessen Stelle heute die Buchhandlung Hugendubel steht. Für das Deutsche Reich bevollmächtigte Verhandlungsführer waren Fürst von Bismarck und Graf von Arnim, für die Französische Republik Jules Favre, Augustin Pouyer-Quertier und Marc-Eugène de Goulard.
Nach der Annexion Frankfurts 1866 durch Preußen war das Verhältnis der Stadt zum Königreich sehr angespannt. Bismarck versuchte, den Frieden von Frankfurt auch für dieses Verhältnis positiv zu nutzen. Er sagte nach dem Friedensschluss: „Ich wünsche von Herzen, daß der Friede von Frankfurt auch den Frieden für Frankfurt und den Frieden mit Frankfurt bringen werde.“